# Anibontes mimus
Anibontes mimus là một loài nhện trong họ Linyphiidae.
Loài này thuộc chi Anibontes. Anibontes mimus được Ralph Vary Chamberlin miêu tả năm 1924.